# Венді Вайленд
Венді Вайленд (англ. Wendy Wyland, 25 листопада 1964 — 27 вересня 2003) — американська стрибунка у воду.
Призерка Олімпійських Ігор 1984 року.
Чемпіонка світу з водних видів спорту 1982 року, призерка 1986 року.
Переможниця Панамериканських ігор 1983 року.